# 2022年議会解散・召集法
2022年議会解散・召集法（英語: Dissolution and Calling of Parliament Act 2022）は、2022年3月24日にイギリス女王エリザベス2世の女王裁可を経て成立したイギリスの法律である。
本法により、議会解散に関する国王大権を復活させた。これにより、2011年以前と同様に庶民院（下院）は首相の判断の下にいつでも解散できるようになった。

## 制定経緯
イギリスでは2011年議会任期固定法制定により実質的に首相がもっていた解散権の制限を行ったが、イギリスの欧州連合離脱時において国政が混乱する原因となった。そのため、本法により実質的に首相が解散できるように戻すこととなった。

## 規定
本法の規定により、以下の通りとなった。
- 2011年議会任期固定法は廃止される。
- 解散に関わる国王大権は「議会任期固定法の制定がなかったように」復活する。
- 解散に関わる国王大権の行使や関連する決定などについては、全て司法判断の対象外とされる。
- 選挙後の最初の集まりから5年後に、議会は自動的に解散される。